# Codex Suprasliensis

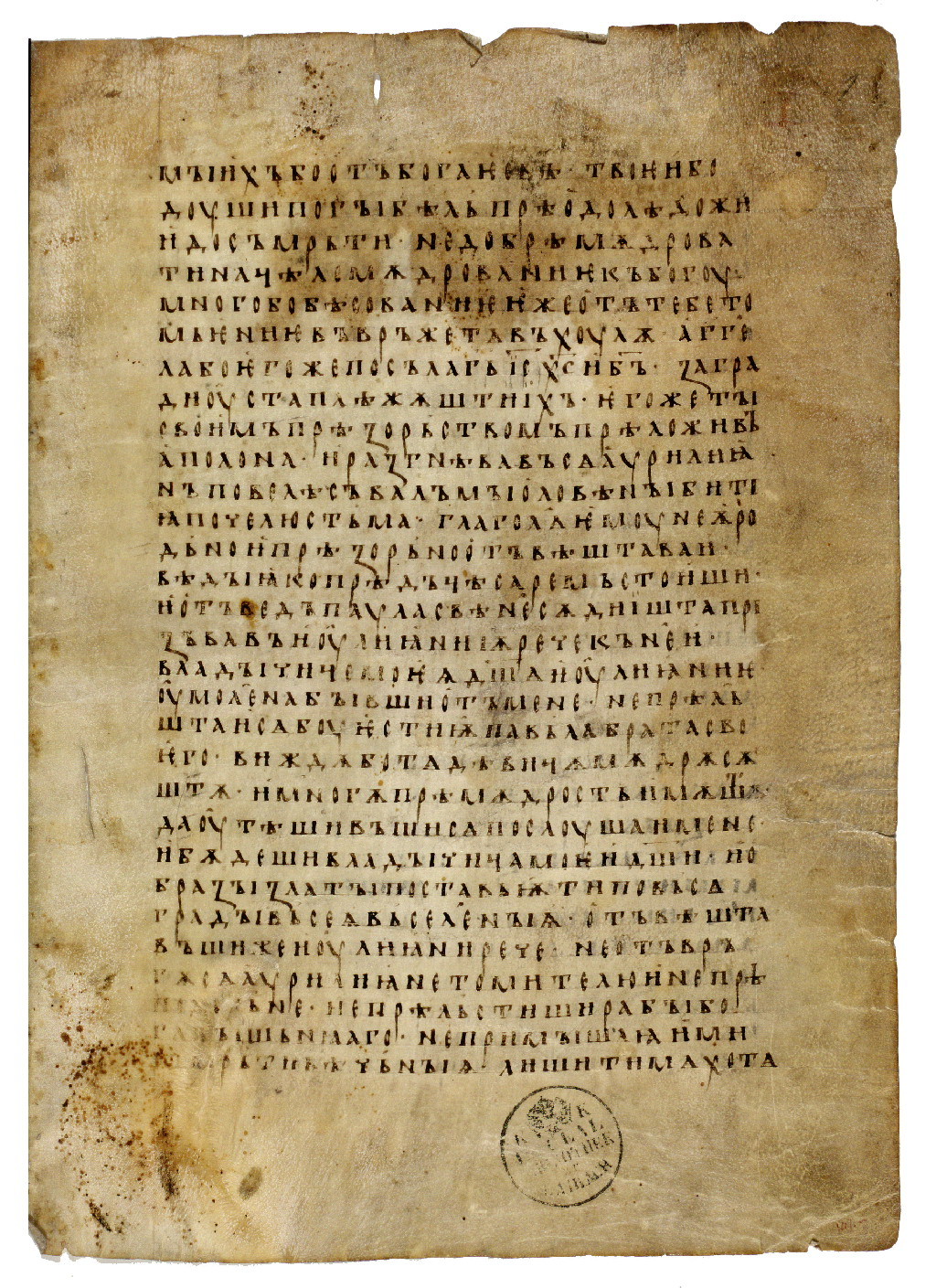
Codex Suprasliensis

El Codex Suprasliensis es una gran obra literaria escrita en alfabeto cirílico arcaico en el siglo X, el más extenso manuscrito del antiguo eslavo eclesiástico y la obra literaria eslava más antigua de Polonia. Desde el 20 de septiembre de 2007, está en la lista Memoria del Mundo de la UNESCO. Consta de 285 folios de pergamino de gran formato.
El códice, escrito al final o incluso a mediados del siglo X, contiene un menaion para el mes de marzo, que se cruza con el ciclo móvil de la Pascua. También contiene 24 vidas de santos, 23 homilías y una oración, la mayoría de las cuales fueron escritas o atribuidas a Juan Crisóstomo. El folio-284 (o folio-285, según algunas fuentes) fue un códice "descubierto" en 1823 por el canónigo Michał Bobrowski en el Monasterio de la Asunción de Supraśl.
En 1838, Bobrowski envió la última parte del manuscrito en dos piezas al filólogo esloveno Jernej Kopitar para que pudiera transcribirlo. Después de que Kopitar lo devolvió, Bobrowski le envió la primera parte (118 folios), sin embargo por alguna razón desconocida nunca fue devuelta a Bobrowski y fue encontrada en 1845 entre los documentos del fallecido Kopitar. Más tarde fue conservada por el Liceo de Ljubljana y ahora por la Biblioteca Nacional y Universitaria de Eslovenia en Ljubljana.
La parte más extensa se compró para la biblioteca privada de la familia Zamoyski en Varsovia. Esta parte del códice desapareció durante la Segunda Guerra Mundial, pero más tarde reapareció en los Estados Unidos y fue devuelta por Herbert Moeller a Polonia en 1968, donde ha estado en poder de la Biblioteca Nacional de Polonia en Varsovia hasta el presente. La tercera parte, que consta de 16 folios, está en manos de la Biblioteca Nacional de Rusia en San Petersburgo.
El códice fue publicado por Fran Miklošič (Viena, 1851), Serguéi Severiánov (Supráslskaya rúkopis, San Petersburgo, 1904) y Jordan Zaimov y Mario Capaldo (Sofia, 1982-1983). Alfons Margulies produjo un volumen significativo del códice titulado Der altkirchenslavische Codex Suprasliensis (Heidelberg, 1927).
La hoja 260 del manuscrito contiene la nota g (ospod) i pomilui retъka amin. Algunos expertos piensan que retъka representa el nombre de un escriba (de ahí el nombre ocasional Codex de Retko) y que el texto fue copiado de varias fuentes. La investigación indica que al menos una de las fuentes puede tener Glagolitic (para Homily on the Entombment de Epiphanius). Las vocalizaciones de yers, raras veces epéntesis, cambio de ъ a ь detrás de endurecido č, ž, š y algunos otros rasgos lingüísticos apuntan a su procedencia lingüística búlgara.